# Rzeszotary-Chwały (gromada)
Rzeszotary-Chwały – dawna gromada, czyli najmniejsza jednostka podziału terytorialnego Polskiej Rzeczypospolitej Ludowej w latach 1954–1972.
Gromady, z gromadzkimi radami narodowymi (GRN) jako organami władzy najniższego stopnia na wsi, funkcjonowały od reformy reorganizującej administrację wiejską przeprowadzonej jesienią 1954 do momentu ich zniesienia z dniem 1 stycznia 1973, tym samym wypierając organizację gminną w latach 1954–1972.
Gromadę Rzeszotary-Chwały z siedzibą GRN w Rzeszotarach-Chwałach utworzono – jako jedną z 8759 gromad na obszarze Polski – w powiecie sierpeckim w woj. warszawskim, na mocy uchwały nr VI/10/19/54 WRN w Warszawie z dnia 5 października 1954. W skład jednostki weszły obszary dotychczasowych gromad Komorowo, Ostrów, Rzeszotary-Chwały, Rzeszotary-Górtaty, Rzeszotary-Pszczele, Rzeszotary-Rumunki-Chwały, Rzeszotary-Starawieś i Rzeszotary-Zawady ze zniesionej gminy Rościszewo w tymże powiecie. Dla gromady ustalono 11 członków gromadzkiej rady narodowej.
Gromadę zniesiono 31 grudnia 1959, a jej obszar włączono do gromady Rościszewo w tymże powiecie.